# Aquece Rio-International Road Cycling Challenge
L'Aquece Rio-International Road Cycling Challenge a eu lieu le 16 août 2015. La course fait partie du calendrier UCI America Tour 2015 en catégorie 1.2 et fait partie de la série « Aquece Rio ». Elle se déroule à Rio de Janeiro au Brésil sur le futur parcours olympique et sert de compétition test pour la course en ligne des Jeux olympiques d'été de 2016.
La course est remportée en solitaire par le Français Alexis Vuillermoz (Équipe nationale de France) qui s'impose respectivement devant le Belge Serge Pauwels (Équipe nationale de Belgique) et son coéquipier et compatriote Romain Bardet qui terminent dans un groupe de cinq coureurs à 22 secondes.

## Présentation

### Équipes
Classé en catégorie 1.1 de l'UCI America Tour, l'Aquece Rio-International Road Cycling Challenge est par conséquent ouvert aux équipes continentales professionnelles, aux équipes continentales, aux équipes nationales et aux équipes régionales et de clubs.
Seize équipes participent à cet Aquece Rio-International Road Cycling Challenge - une équipe continentale et quinze équipes nationales :
| Équipe continentale        | Équipe continentale | Équipe continentale |
| Nom de l'équipe            | Pays                | Code                |
| -------------------------- | ------------------- | ------------------- |
| Funvic-São José dos Campos | Brésil              | FUN                 |

| Équipes nationales              | Équipes nationales | Équipes nationales |
| Nom de l'équipe                 | Pays               | Code               |
| ------------------------------- | ------------------ | ------------------ |
| Équipe nationale d'Allemagne    | Allemagne          | GER                |
| Équipe nationale d'Australie    | Australie          | AUS                |
| Équipe nationale de Belgique    | Belgique           | BEL                |
| Équipe nationale du Brésil      | Brésil             | BRA                |
| Équipe nationale de France      | France             | FRA                |
| Équipe nationale de Hong Kong   | Hong Kong          | HKG                |
| Équipe nationale d'Italie       | Italie             | ITA                |
| Équipe nationale du Japon       | Japon              | JPN                |
| Équipe nationale du Kazakhstan  | Kazakhstan         | KAZ                |
| Équipe nationale du Luxembourg  | Luxembourg         | LUX                |
| Équipe nationale des Pays-Bas   | Pays-Bas           | NED                |
| Équipe nationale du Royaume-Uni | Royaume-Uni        | GBR                |
| Équipe nationale de Russie      | Russie             | RUS                |
| Équipe nationale de Suisse      | Suisse             | SUI                |
| Équipe nationale d'Ukraine      | Ukraine            | UKR                |

## Classements

### Classement final
| Classement final | Classement final  | Classement final | Classement final                | Classement final   |
|                  | Coureur           | Pays             | Équipe                          | Temps              |
| ---------------- | ----------------- | ---------------- | ------------------------------- | ------------------ |
| 1er              | Alexis Vuillermoz | France           | Équipe nationale de France      | en 4 h 20 min 27 s |
| 2e               | Serge Pauwels     | Belgique         | Équipe nationale de Belgique    | + 22 s             |
| 3e               | Romain Bardet     | France           | Équipe nationale de France      | + 22 s             |
| 4e               | Tony Gallopin     | France           | Équipe nationale de France      | + 22 s             |
| 5e               | Yury Trofimov     | Russie           | Équipe nationale de Russie      | + 22 s             |
| 6e               | Thibaut Pinot     | France           | Équipe nationale de France      | + 24 s             |
| 7e               | Kléber Ramos      | Brésil           | Funvic-São José dos Campos      | + 3 min 42 s       |
| 8e               | Warren Barguil    | France           | Équipe nationale de France      | + 4 min 24 s       |
| 9e               | Ben Swift         | Royaume-Uni      | Équipe nationale du Royaume-Uni | + 6 min 56 s       |
| 10e              | Simon Clarke      | Australie        | Équipe nationale d'Australie    | + 6 min 56 s       |
| modifier         |                   |                  |                                 |                    |

### UCI America Tour
Cet Aquece Rio-International Road Cycling Challenge attribue des points pour l'UCI America Tour 2015, par équipes seulement aux coureurs des équipes continentales professionnelles et continentales, individuellement à tous les coureurs sauf ceux faisant partie d'une équipe ayant un label WorldTeam.
| Position,          | 1er | 2e | 3e | 4e | 5e | 6e | 7e | 8e |
| Classement général | 40  | 30 | 16 | 12 | 10 | 8  | 6  | 3  |

## Liste des participants
| Légende | Légende                                                                                        | Légende | Légende                                                    |
| ------- | ---------------------------------------------------------------------------------------------- | ------- | ---------------------------------------------------------- |
| Num     | Dossard de départ porté par le coureur sur cet Aquece Rio-International Road Cycling Challenge | Pos     | Position à l'arrivée de la course                          |
|         | Indique un maillot de champion national ou mondial, suivi de sa spécialité                     | NP      | Indique un coureur qui n'a pas pris le départ de la course |
| AB      | Indique un coureur qui n'a pas terminé la course                                               | HD      | Indique un coureur qui a terminé la course hors des délais |

| Équipe nationale d'Australie AUS | Équipe nationale d'Australie AUS | Équipe nationale d'Australie AUS |
| -------------------------------- | -------------------------------- | -------------------------------- |
| Num                              | Coureur                          | Pos                              |
| 1                                | Simon Clarke (AUS)               | 10e                              |
| 2                                | Ayden Toovey (AUS)               | AB                               |
| 3                                | Benjamin Dyball (AUS)            | AB                               |
| 4                                | Matthew Clark (AUS)              | 27e                              |
| 5                                |                                  |                                  |
| Directeur sportif : ?            |                                  |                                  |

| Équipe nationale de Belgique BEL | Équipe nationale de Belgique BEL | Équipe nationale de Belgique BEL |
| -------------------------------- | -------------------------------- | -------------------------------- |
| Num                              | Coureur                          | Pos                              |
| 6                                | Serge Pauwels (BEL)              | 2e                               |
| 7                                | Louis Vervaeke (BEL)             | AB                               |
| 8                                | Piet Allegaert (BEL)             | AB                               |
| 9                                | Nathan Van Hooydonck (BEL)       | AB                               |
| 10                               | Dieter Bouvry (BEL)              | AB                               |
| Directeur sportif : ?            |                                  |                                  |

| Équipe nationale du Brésil BRA | Équipe nationale du Brésil BRA | Équipe nationale du Brésil BRA |
| ------------------------------ | ------------------------------ | ------------------------------ |
| Num                            | Coureur                        | Pos                            |
| 11                             | William Chiarello (BRA)        | 22e                            |
| 12                             | Rafael Andriato (BRA)          | 28e                            |
| 13                             | João Gaspar (BRA)              | 11e                            |
| 14                             | Cristian Egídio (BRA)          | AB                             |
| 15                             | Antonio Garnero (BRA)          | AB                             |
| Directeur sportif : ?          |                                |                                |

| Équipe nationale de France FRA       | Équipe nationale de France FRA | Équipe nationale de France FRA |
| ------------------------------------ | ------------------------------ | ------------------------------ |
| Num                                  | Coureur                        | Pos                            |
| 16                                   | Thibaut Pinot (FRA)            | 6e                             |
| 17                                   | Romain Bardet (FRA)            | 3e                             |
| 18                                   | Tony Gallopin (FRA)            | 4e                             |
| 19                                   | Warren Barguil (FRA)           | 8e                             |
| 20                                   | Alexis Vuillermoz (FRA)        | 1er                            |
| Directeur sportif : Bernard Bourreau |                                |                                |

| Équipe nationale d'Allemagne GER | Équipe nationale d'Allemagne GER | Équipe nationale d'Allemagne GER |
| -------------------------------- | -------------------------------- | -------------------------------- |
| Num                              | Coureur                          | Pos                              |
| 21                               | Pascal Ackermann (GER)           | AB                               |
| 22                               | Fabian Brintrup (GER)            | AB                               |
| 23                               | Felix Intra (GER)                | 20e                              |
| 24                               | Lucas Liss (GER)                 | AB                               |
| 25                               | Lars Teutenberg (GER)            | AB                               |
| Directeur sportif : ?            |                                  |                                  |

| Équipe nationale du Royaume-Uni GBR | Équipe nationale du Royaume-Uni GBR | Équipe nationale du Royaume-Uni GBR |
| ----------------------------------- | ----------------------------------- | ----------------------------------- |
| Num                                 | Coureur                             | Pos                                 |
| 26                                  | Ben Swift (GBR)                     | 9e                                  |
| 27                                  | Joe Evans (GBR)                     | AB                                  |
| 28                                  | Tristan Robbins (GBR)               | AB                                  |
| 29                                  | George Harper (GBR)                 | AB                                  |
| 30                                  |                                     |                                     |
| Directeur sportif : ?               |                                     |                                     |

| Équipe nationale de Hong Kong HKG | Équipe nationale de Hong Kong HKG | Équipe nationale de Hong Kong HKG |
| --------------------------------- | --------------------------------- | --------------------------------- |
| Num                               | Coureur                           | Pos                               |
| 31                                | Leung Chun Wing (HKG)             | AB                                |
| 32                                | Cheung King Lok (HKG)             | 24e                               |
| 33                                | Mow Ching Yin (HKG)               | AB                                |
| 34                                | Cheung King Wai (HKG)             | AB                                |
| 35                                | Jie Zhang (HKG)                   | NP                                |
| Directeur sportif : ?             |                                   |                                   |

| Équipe nationale d'Italie ITA      | Équipe nationale d'Italie ITA | Équipe nationale d'Italie ITA |
| ---------------------------------- | ----------------------------- | ----------------------------- |
| Num                                | Coureur                       | Pos                           |
| 36                                 | Valerio Agnoli (ITA)          | 12e                           |
| 37                                 | Valerio Conti (ITA)           | 14e                           |
| 38                                 | Iuri Filosi (ITA)             | AB                            |
| 39                                 | Edoardo Zardini (ITA)         | 17e                           |
| 40                                 |                               |                               |
| Directeur sportif : Davide Cassani |                               |                               |

| Équipe nationale du Japon JPN | Équipe nationale du Japon JPN | Équipe nationale du Japon JPN |
| ----------------------------- | ----------------------------- | ----------------------------- |
| Num                           | Coureur                       | Pos                           |
| 41                            | Hideto Nakane (JPN)           | AB                            |
| 42                            | Nariyuki Masuda (JPN)         | AB                            |
| 43                            | Kōhei Uchima (JPN)            | 26e                           |
| 44                            | Yukihiro Doi (JPN)            | AB                            |
| 45                            |                               |                               |
| Directeur sportif : ?         |                               |                               |

| Équipe nationale du Kazakhstan KAZ | Équipe nationale du Kazakhstan KAZ | Équipe nationale du Kazakhstan KAZ |
| ---------------------------------- | ---------------------------------- | ---------------------------------- |
| Num                                | Coureur                            | Pos                                |
| 46                                 | Matvey Nikitin (KAZ)               | 16e                                |
| 47                                 | Nurbolat Kulimbetov (KAZ)          | AB                                 |
| 48                                 | Pavel Gatskiy (KAZ)                | 18e                                |
| 49                                 | Nikita Stalnov (KAZ)               | 29e                                |
| 50                                 |                                    |                                    |
| Directeur sportif : ?              |                                    |                                    |

| Équipe nationale du Luxembourg LUX | Équipe nationale du Luxembourg LUX | Équipe nationale du Luxembourg LUX |
| ---------------------------------- | ---------------------------------- | ---------------------------------- |
| Num                                | Coureur                            | Pos                                |
| 51                                 | Kevin Feiereisen (LUX)             | AB                                 |
| 52                                 | Pit Schlechter (LUX)               | AB                                 |
| 53                                 | Massimo Morabito (LUX)             | AB                                 |
| 54                                 | Luc Turchi (LUX)                   | AB                                 |
| 55                                 | Larry Valvasori (LUX)              | AB                                 |
| Directeur sportif : ?              |                                    |                                    |

| Équipe nationale des Pays-Bas NED | Équipe nationale des Pays-Bas NED | Équipe nationale des Pays-Bas NED |
| --------------------------------- | --------------------------------- | --------------------------------- |
| Num                               | Coureur                           | Pos                               |
| 56                                |                                   |                                   |
| 57                                | Davy Gunst (NED)                  | 25e                               |
| 58                                | Koen Bouwman (NED)                | 19e                               |
| 59                                | Sjoerd van Ginneken (NED)         | 15e                               |
| 60                                | Jan Maas (NED)                    | AB                                |
| Directeur sportif : ?             |                                   |                                   |

| Équipe nationale de Russie RUS | Équipe nationale de Russie RUS | Équipe nationale de Russie RUS |
| ------------------------------ | ------------------------------ | ------------------------------ |
| Num                            | Coureur                        | Pos                            |
| 61                             | Sergey Firsanov (RUS)          | AB                             |
| 62                             | Alexander Foliforov (RUS)      | AB                             |
| 63                             | Yury Trofimov (RUS)            | 5e                             |
| 64                             | Egor Silin (RUS)               | AB                             |
| 65                             | Sergey Nikolaev (RUS)          | AB                             |
| Directeur sportif : ?          |                                |                                |

| Équipe nationale de Suisse SUI | Équipe nationale de Suisse SUI | Équipe nationale de Suisse SUI |
| ------------------------------ | ------------------------------ | ------------------------------ |
| Num                            | Coureur                        | Pos                            |
| 66                             | Grégory Rast (SUI)             | AB                             |
| 67                             | Patrick Schelling (SUI)        | 13e                            |
| 68                             | Jonathan Fumeaux (SUI)         | 23e                            |
| 69                             | Cyrille Thièry (SUI)           | AB                             |
| 70                             |                                |                                |
| Directeur sportif : ?          |                                |                                |

| Équipe nationale d'Ukraine UKR | Équipe nationale d'Ukraine UKR | Équipe nationale d'Ukraine UKR |
| ------------------------------ | ------------------------------ | ------------------------------ |
| Num                            | Coureur                        | Pos                            |
| 71                             | Vitaliy Buts (UKR)             | AB                             |
| 72                             | Mykhailo Kononenko (UKR)       | AB                             |
| 73                             | Denys Kostyuk (UKR)            | AB                             |
| 74                             | Oleksandr Polivoda (UKR)       | AB                             |
| 75                             | Andriy Vasylyuk (UKR)          | AB                             |
| Directeur sportif : ?          |                                |                                |

| Funvic-São José dos Campos FUN | Funvic-São José dos Campos FUN | Funvic-São José dos Campos FUN |
| ------------------------------ | ------------------------------ | ------------------------------ |
| Num                            | Coureur                        | Pos                            |
| 76                             | Daniel Díaz (ARG)              | AB                             |
| 77                             | Flávio Santos (BRA)            | AB                             |
| 78                             | Carlos Manarelli (BRA)         | AB                             |
| 79                             | Otávio Bulgarelli (BRA)        | 21e                            |
| 80                             | Kléber Ramos (BRA)             | 7e                             |
| Directeur sportif : ?          |                                |                                |